# Agelasta albomarmorata
Agelasta albomarmorata là một loài bọ cánh cứng trong họ Cerambycidae.